# Флаг Правдинска
Флаг Пра́вдинска является официальным символом города Правдинска и муниципального образования «Правдинское городское поселение» Правдинского муниципального района Калининградской области Российской Федерации:

Флагом г. Правдинска и муниципального образования «Правдинское городское поселение» является флаг, утверждённый решением Правдинского районного Совета депутатов от 25 марта 1999 г. № 22 «Об утверждении герба и флага города Правдинска» (в редакции решения районного Совета от 24.06.1999 № 43) и внесённый в Государственный геральдический регистр Российской Федерации под регистрационным номером 509.

## Описание
«Прямоугольное двустороннее полотнище с отношением ширины к длине 2:3, разделённое по горизонтали на три неравные полосы: посередине — жёлтой (шириной 5:7 от ширины полотнища), по краям — голубыми (шириной 1:7 от ширины полотнища каждая); в центре жёлтой полосы — изображение белой с красными перьями и жёлтыми когтями лапы орла-скопы, держащей голубую щуку; лапа и щука обращены к древку».